# Keiji Kokuta
Keiji Kokuta (穀田 恵二, Kokuta Keiji, né le 11 janvier 1947) est un homme politique japonais et membre de la chambre des représentants pour le parti communiste japonais.